# Enrique Sánchez (Boxer)
Enrique José Sánchez León (* 16. Juli 1972 in Mexiko-Stadt) ist ein ehemaliger mexikanischer Boxer im Superbantamgewicht. Er wurde von Ignacio Beristain trainiert.

## Karriere
Am 15. Dezember 1990 gab er erfolgreich sein Profidebüt. Am 8. Februar 1998 wurde er Weltmeister der WBA, als er Rafael Del Valle durch einstimmige Punktrichterentscheidung schlug. Diesen Gürtel verlor er im Dezember desselben Jahres an Néstor Garza nach Punkten.
Im Jahre 2004 beendete er seine Karriere.